# Vauchamps (Doubs)
Vauchamps – miejscowość i dawna gmina we Francji, w regionie Burgundia-Franche-Comté, w departamencie Doubs. W 2013 roku populacja ówczesnej gminy wynosiła 138 mieszkańców. 
Dnia 1 stycznia 2018 roku połączono dwie wcześniejsze gminy: Bouclans oraz Vauchamps. Siedzibą gminy została miejscowość Bouclans, a nowa gmina przyjęła jej nazwę.